# ناچیت کورانلو (چاراویماق)
ناچیت کورانلو یکی از روستاهای استان آذربایجان شرقی است که در دهستان چاراویماق جنوب شرقی بخش شادیان شهرستان چاراویماق واقع شده‌است.این روستا ۲۴۴ نفر جمعیت دارد.